# Journée de l'enfance

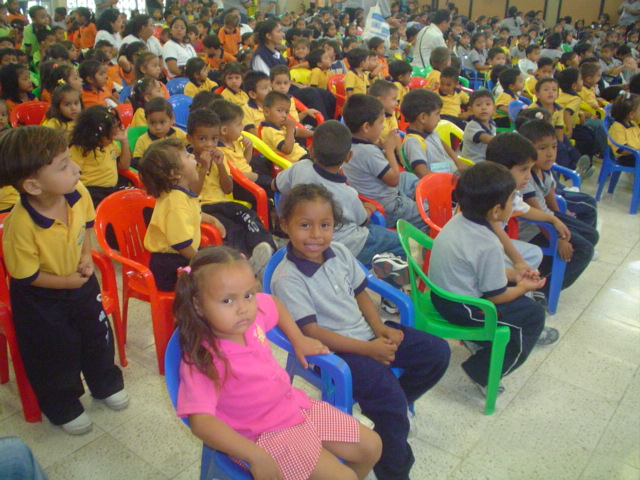
Journée de l'enfant en Équateur.

La Journée de l'enfance est un terme générique pour désigner divers événements célébrés à plusieurs dates dans différents pays du monde.
Les deux dates principales concernées par ces événements sont :
- le 20 novembre, dit Journée mondiale de l'enfance, date recommandée par les Nations unies[1], depuis le 20 novembre 1989, date de l'adoption par les Nations unies de la Convention Internationale des Droits de l'Enfant (CIDE) avec le soutien de l'UNICEF, qui reconnaît les droits fondamentaux des enfants.
- le 1er juin, dit Journée internationale de l'enfance, date instaurée par l'ancien bloc soviétique.

## Dates nationales pour la Journée de l'enfance dans le monde
| Réf. | Pays               | Date                                                       | Nom local                                                       | Évènement                                     | Initié |
| ---- | ------------------ | ---------------------------------------------------------- | --------------------------------------------------------------- | --------------------------------------------- | ------ |
| 1    | Albanie.           | 1er juin                                                   |                                                                 |                                               |        |
| 2    | Algérie            | 1er juin                                                   | اليوم العالمي للطفولة                                           |                                               |        |
| 3    | Allemagne          | 20 septembre                                               | Kindertag                                                       |                                               |        |
| 4    | Angola             | 1er juin                                                   | Dia Internacional da Criança                                    |                                               |        |
| 5    | Argentine          | Deuxième dimanche d'août                                   | Día del Niño                                                    |                                               |        |
| 6    | Arménie            | 1er juin                                                   |                                                                 |                                               |        |
| 7    | Australie          | dates variables                                            | Children's Day                                                  | Marque déposée                                |        |
| 8    | Autriche           | 20 septembre                                               |                                                                 |                                               |        |
| 9    | Azerbaïdjan        | 1er juin                                                   | Uşaqların Beynəlxalq Müdafiəsi Günü                             |                                               |        |
| 10   | Bangladesh         | dates variables                                            |                                                                 | Prise de conscience en cours                  | 2009   |
| 11   | Belgique           | 25 mai                                                     | Fête des enfants                                                |                                               |        |
| 12   | Bolivie            | 12 avril                                                   | Día del Niño                                                    |                                               |        |
| 13   | Brésil             | 12 octobre                                                 | Dia das Crianças                                                | Couplé avec la fête de Notre-Dame d'Aparecida |        |
| 14   | Bulgarie           | 1er juin                                                   | Den na deteto (Ден на детето)                                   |                                               |        |
| 15   | Cambodge           | 1er juin                                                   | ទិវាកុមារអន្តរជាតិ                                                     |                                               |        |
| 16   | Cameroun           | 25 décembre                                                |                                                                 | En référence à l'Enfant Jésus                 |        |
| 17   | Canada             | 20 novembre                                                | Child Day                                                       |                                               | 1993   |
| 18   | Chili              | 8 août                                                     | Día del Niño                                                    |                                               |        |
| 19   | Chine              | 1er juin sur la majorité du territoire 4 avril à Hong Kong | mandarin : 六一国际儿童节; pinyin : liù yī guó jì ér tóng jié\| |                                               |        |
| 20   | Colombie           | Dernier week-end d'avril                                   | Día del Niño                                                    |                                               | 2001   |
| 21   | Corée du Sud       | 5 mai                                                      | 어린이날 (eorininal)                                            |                                               | 1975   |
| 22   | Costa Rica         | 9 septembre                                                | Día del Niño                                                    |                                               |        |
| 23   | Cuba               | Troisième dimanche de juillet                              | Día del Niño                                                    |                                               |        |
| 24   | Équateur           | 1er juin                                                   | Día del Niño                                                    |                                               |        |
| 25   | France             | 20 novembre                                                | Journée Internationale des droits de l'Enfant                   |                                               |        |
| 26   | Haïti              | Deuxième dimanche de juin                                  | Jour de l'enfant                                                |                                               | 1960   |
| 27   | Hongrie            | Dernier dimanche de mai                                    | Gyermeknap                                                      |                                               | 1931   |
| 28   | Japon              | 5 mai                                                      | Kodomo no hi (こどもの日)                                       |                                               |        |
| 29   | Mexique            | 30 avril                                                   | Día del Niño                                                    |                                               |        |
| 30   | Pologne            | 1er juin                                                   | Dzień Dziecka                                                   |                                               | 1950   |
| 31   | Portugal           | 1er juin                                                   | Dia Mundial da Criança                                          |                                               |        |
| 32   | République tchèque | 1er juin[réf. nécessaire]                                  | Den dětí                                                        |                                               |        |
| 33   | Roumanie           | 1er juin                                                   | Ziua Copilului                                                  |                                               |        |
| 34   | Slovaquie          | 1er juin                                                   | Deň detí                                                        |                                               |        |
| 35   | Taïwan             | 4 avril                                                    | mandarin : 兒童節; pinyin : ér tóng jié                         |                                               |        |
| 36   | Thaïlande          | Deuxième samedi de janvier                                 | วันเด็กแห่งชาติ = Wan Dek Haeng Chad                                |                                               | 1965   |
| 37   | Turquie            | 23 avril                                                   | Çocuk Bayramı                                                   |                                               | 1921   |
| 38   | Venezuela          | Troisième dimanche de juillet                              | Día del Niño                                                    |                                               |        |
| 39   | Viêt Nam           | 1er juin                                                   | Ngày Quốc tế Thiếu nhi                                          |                                               |        |
| 40   | Tunisie            | 20 novembre                                                | journée internationale d'enfance                                |                                               |        |
| 41   | Moldavie           | 1er juin                                                   | “ ziua internationala a copilului”                              |                                               |        |